# Antalya Open
Antalya Open var en tennisturnering som spelades mellan 2017 och 2021 i Antalya, Turkiet. Turneringen spelades utomhus på gräs fram till 2019, men spelades 2021 på hard court. Den ingick i kategorin 250 Series på ATP-touren.

## Resultat

### Singel
| År   | Mästare                   | Finalist                  | Resultat                  |
| ---- | ------------------------- | ------------------------- | ------------------------- |
| 2017 | Yūichi Sugita             | Adrian Mannarino          | 6–1, 7–6(7–4)             |
| 2018 | Damir Džumhur             | Adrian Mannarino          | 6–1, 1–6, 6–1             |
| 2019 | Lorenzo Sonego            | Miomir Kecmanović         | 6–7(5–7), 7–6(7–5), 6–1   |
| 2020 | Turneringen spelades inte | Turneringen spelades inte | Turneringen spelades inte |
| 2021 | Alex de Minaur            | Alexander Bublik          | 2–0 uppgivet.             |

### Dubbel
| År   | Mästare                               | Finalist                       | Resultat                  |
| ---- | ------------------------------------- | ------------------------------ | ------------------------- |
| 2017 | Robert Lindstedt Aisam-ul-Haq Qureshi | Oliver Marach Mate Pavić       | 7–5, 4–1 uppgivet.        |
| 2018 | Marcelo Demoliner Santiago González   | Sander Arends Matwé Middelkoop | 7–5, 6-7(6-8), [10-8]     |
| 2019 | Jonathan Erlich Artem Sitak           | Ivan Dodig Filip Polášek       | 6–3, 6–4                  |
| 2020 | Turneringen spelades inte             | Turneringen spelades inte      | Turneringen spelades inte |
| 2021 | Nikola Mektić Mate Pavić              | Ivan Dodig Filip Polášek       | 6–2, 6–4                  |